# Salvatore Baldassarri
Salvatore Baldassarri (* 4. Januar 1907 in Faenza, Provinz Ravenna, Italien; † 3. September 1982 in Ravenna) war ein italienischer Geistlicher und Erzbischof von Ravenna-Cervia.

## Leben
Baldassarri studierte in Faenza und Bologna und empfing am 11. August 1929 das Sakrament der  Priesterweihe. Danach unterrichtete er selbst Kirchengeschichte und Dogmatik.
Papst Pius XII. ernannte ihn am 3. Mai 1956 zum Erzbischof von Ravenna-Cervia. Die Bischofsweihe spendete ihm am 29. Juni desselben Jahres Gaetano Kardinal Cicognani; Mitkonsekratoren waren Giuseppe Battaglia, Bischof von Faenza, und Paolo Babini, Bischof von Forlì. In Ravenna versuchte er dem aufkommenden Antiklerikalismus entgegenzuwirken. Baldassarri nahm von 1962 bis 1965 am Zweiten Vatikanischen Konzil teil. Er setzte sich für Neuerungen innerhalb der Kirche ein und geriet damit auch in Gegensatz zur Haltung der Kurie.
Am 29. November 1975 nahm Papst Paul VI. sein Rücktrittsgesuch an. Baldassarri starb sieben Jahre später.